# Terre-et-Marais
Terre-et-Marais é uma comuna francesa na região administrativa da Normandia, no departamento da Mancha. Estende-se por uma área de 35.59 km². Em 2010 a comuna tinha 1 327 habitantes (densidade: 37,3 hab./km²).
Foi criada em 1 de janeiro de 2016, a partir da fusão das antigas comunas de Sainteny (sede da comuna) e Saint-Georges-de-Bohon.